# Lockheed Martin A-4AR Fightinghawk
O Lockheed Martin A-4AR Fightinghawk é uma aeronave de caça-bombardeiro desenvolvido para, e operado pela Força Aérea Argentina (FAA). O A-4AR é uma modernização executada pela Lockheed Martin do McDonnell Douglas A-4M Skyhawk. 
Em 1992, a Argentina negociou a compra de novos aviões de combate, o modelo pretendido era o F-16, com a recusa dos americanos em fornecer este modelo, eles acabaram por aceitar 32 A-4M e 4 OA-4M que vieram a ser modernizados e equipados com o radar ARG-1 (variante do AN/APG-66 do F-16), sendo essa a principal diferença da maioria dos outros A-4 em uso no mundo. As aeronaves foram entregues entre 1997 a 2000, se mantendo em operação na FAA até hoje.

## Desenvolvimento

### Contexto

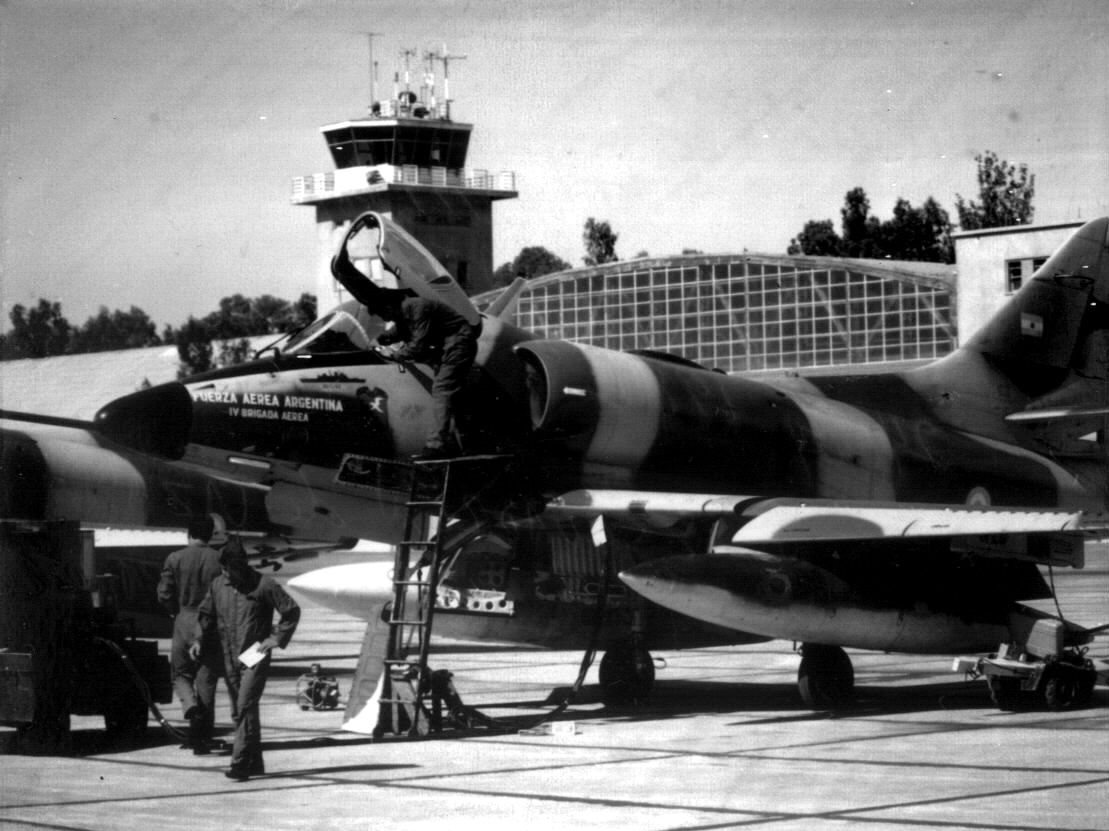
A Força Aérea Argentina (FAA) operou um grande número de aeronaves A-4C/P Skyhawk, que já estavam obsoletos no início dos anos 90

A Guerra das Malvinas em 1982 provocou um grande estrago na Força Aérea Argentina, com a perda de quase 60 aeronaves, principalmente caças bombardeiros A-4 Skyhawk, operados tanto pela FAA quanto pelo Comando de Aviação Naval da Armada Argentina.
A aquisição de novas aeronaves de combate era limitado pelo embargo de armas imposto pelos Estados Unidos em 1978, devido aos abusos contra os direitos humanos na ditadura militar argentina e também pelo embargo britânico pós-Malvinas. As únicas aeronaves que puderam ser adquiridas foram 10 Dassault Mirage 5P, provindos do Peru, 19 Mirage IIICJ e 3 Mirage IIIBJ, ex-Israel.
Em 1989, Carlos Menem foi eleito como Presidente da Argentina, logo estabelecendo uma politica externa favorável aos Estados Unidos, o que garantiu o status de aliado extra-OTAN ao país. Nesse interim, a FAA buscava uma nova aeronave de combate para substituir os veteranos A-4B/C Skyhawk operados pela FAA desde os anos 60. Se pensava inicialmente no F-16, porém, os americanos decidiram oferecer aeronaves A-4M, recém retiradas de serviço do Corpo de Fuzileiros Navais dos Estados Unidos (USMC), modernizadas com aviônica similar a utilizada no F-16.

### Aquisição e Modernização

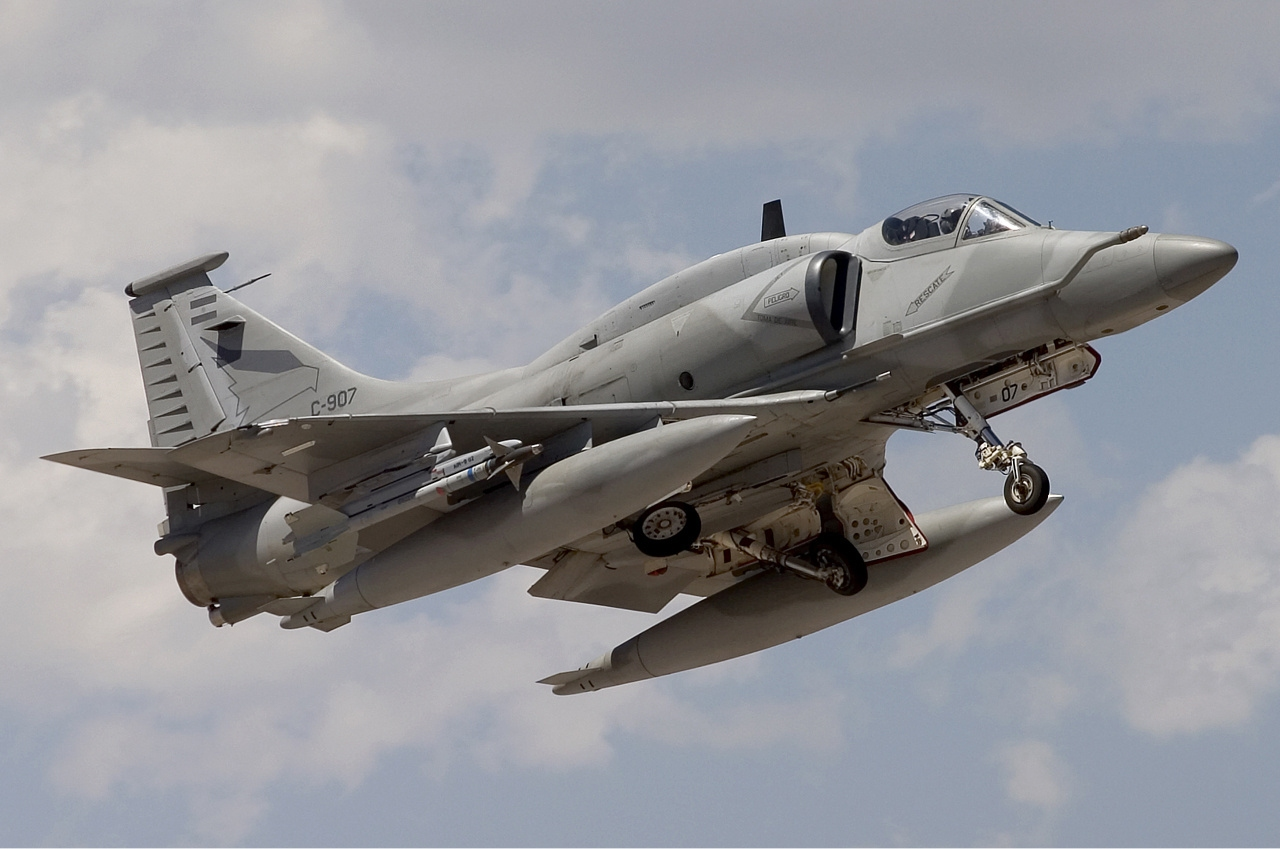
A-4AR decolando

A opção inicial da FAA era a aquisição de 54 aeronaves (48 A-4M e 6 OA-4M), porém, em abril de 1993, foi confirmado a aquisição de 36 aeronaves (32 A-4M e 4 OA-4M), todas ex-USMC, que se encontravam estocadas no 309º AMARG, na Base Aérea de Davis-Monthan, no Arizona. Em 15 de dezembro de 1994, foi também assinado o contrato de privatização da FMA, se transformando em Lockheed Aircraft Argentina S.A (LAASA). Essa assinatura de contrato garantiu que a Lockheed ganhasse o contrato da modernização dos A-4M, superando as ofertas da Smith Industries e da McDonnell Douglas. O contrato teve o valor de US$ 365 milhões, divididos entre o subcontrato da Lockheed Martin para revisão e modernização das aeronaves, da Westinghouse para 30 radares AN/APG-66 modificados e peças e reposição (US$ 30 milhões) e da US Navy para peças de reposição (US$ 40 milhões). A entrega dessas aeronaves estava planejada para julho de 1995 até julho de 1998, porém, devido a efeitos da Crise econômica do México de 1994, o governo argentino teve que fazer cortes orçamentários, provocando um atraso no programa de modernização, que apesar dos pesares, continuava sendo executado, tanto nas instalações da Lockheed em Ontário, na Califórnia, quanto nas instalações da LAASA, em Córdoba.
O programa estava sob comandos do Comodoro (Com.) Horácio Mir González., contemplando a modernização de 18 aeronaves nos Estados Unidos e mais 18 na Argentina. Em 1º de Agosto de 1995, o primeiro A-4M decolou de Davis-Monthan até Ontário para passar pelo processo de modernização. Em setembro do mesmo ano, o primeiro A-4M foi entregue em Córdoba para ser modernizado. A primeira aeronave a sair da linha de modernização de Ontário foi voada pela piloto de provas da Lockheed Martin, Kirk Kalstad, em 17 de julho de 1997.
Em 1997, as demoras no programa e a crise econômica levaram o estado argentino a renegociar o contrato de modernização, reduzindo o valor para US$ 284 milhões e atrasando as entregas para o final de 1999. Essa renegociação acabou obrigando a FAA a renunciar a aquisição de equipamentos, material logístico, publicações, seis aeronaves adicionais no contrato, a atualização de um simulador de vôo, entre outras coisas. Em meados daquele ano, pilotos e técnicos da FAA foram enviados para a Califórnia para treinar na nova aeronave.
Em 12 de dezembro de 1997, as primeiras cinco aeronaves (4 A-4AR e 1 OA-4AR) foram formalmente entregues para a FAA em cerimônia em Palmdale. O primeira traslado foi feito por pilotos argentinos, saindo de Davis-Monthan ainda no dia 12 e chegando no dia 18 de dezembro em El Palomar. Essa travessia foi feita em conjunto com um C-130H Hercules e um Fokker F.27 Fellowship da FAA. Em 26 de março de 1998, outro lote de aeronaves (2 A-4AR e 1 OA-4AR) foi trasladado, chegando somente no dia 4 de junho na Argentina, devido a problemas em uma aeronave no Panamá. Em 3 de agosto de 1998, foi entregue a primeira unidade modernizada na Argentina do A-4AR, chegando com o tempo mais 25 unidades entregues desde Córdoba até 7 de janeiro de 2000. Entre outubro de 1998 e o início de 2000, duas unidades ficaram nos Estados Unidos para homologar sistemas e armamento, somente sendo entregues em meados daquele ano, completando a entrega de todas as 36 aeronaves adquiridas.

## Descrição

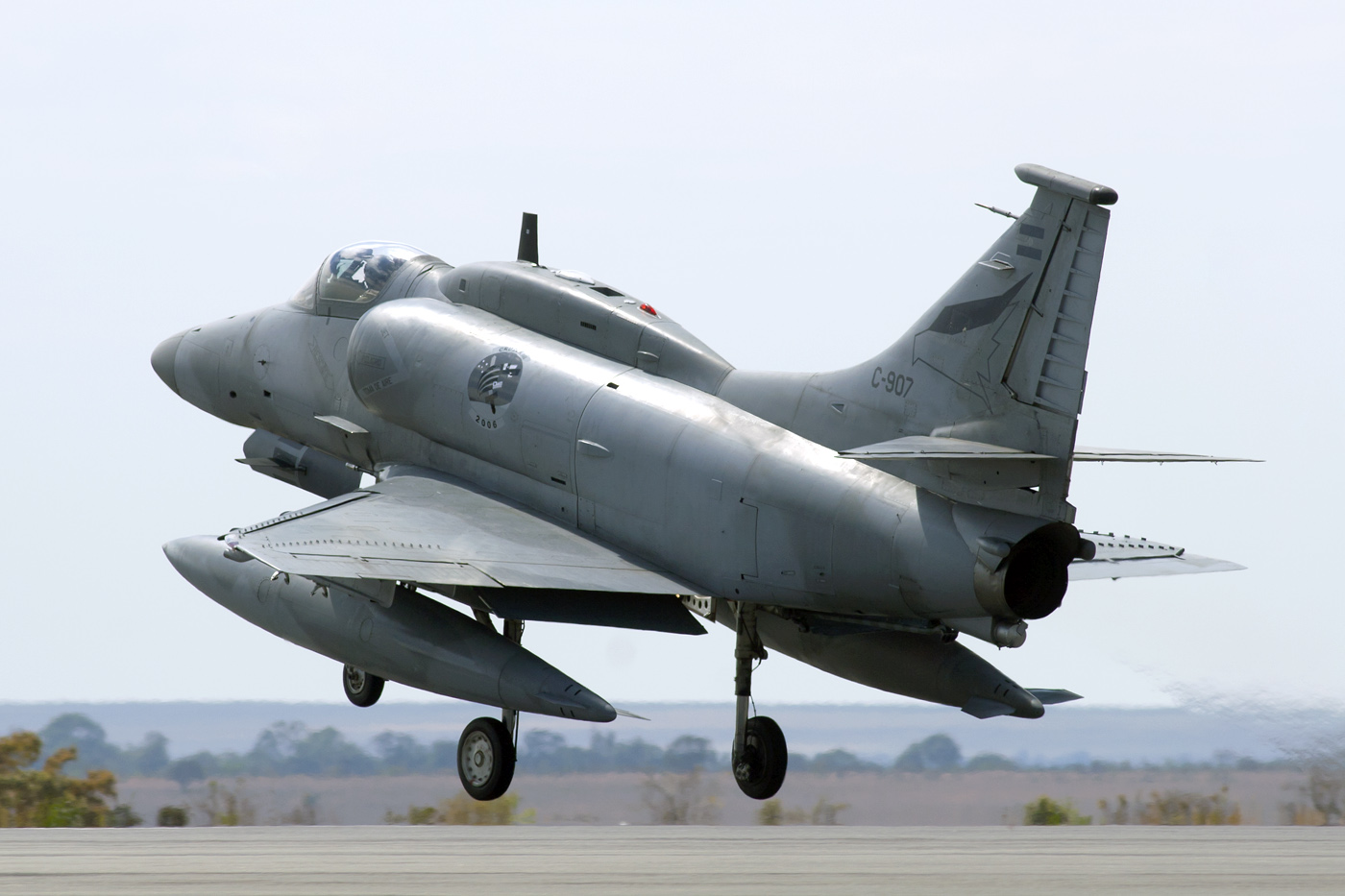
A-4AR Fightinghawk

### Célula
A célula do A-4AR é virtualmente idêntica a utilizada no A-4M Skyhawk (uma vez que é uma modernização do mesmo). As modificações feitas foram no parabrisas e canopi, visando o aumento da área de visão do piloto, modificações no bico da aeronave (para dar espaço para o radar de controle de tiro) e na empenagem. A aeronave conta com cinco hardpoints (quatro nas asas e um na ventral), podendo carregar 4.107kg de armas e tanques externos.

### Motor
O A-4AR monoplace herdou o motor do A-4M, o Pratt & Whitney J52-P-408A, de 11.243lbf (50 kN) de empuxo, porém, o OA-4M conta com um motor diferente, o J52-P-8A, de 9.300lbf (41 kN) de empuxo. O motor dos A-4AR tem 20% a mais de empuxo que as versões anteriores, sem ter um gasto significativamente maior de combustível. Ambos os motores podem ser acionados com o uso de uma Unidade de Força Auxiliar (APU) interna.

### Eletrônica
O A-4AR conta com sistemas eletrônicos similares aos utilizados no F-16 Block 15. O radar de controle de tiro era o Westinghouse ARG-1(V)2, uma modificação do radar AN/APG-66, que trabalha emitindo pulsos doppler e em banda X, contando com modos ar-ar e ar-superfície (tanto terra quanto mar). O mesmo é constituído de seis Line Replaceble Units (LRU), que podem ser trocadas em 5 minutos em caso de falhas. O radar pode ser substituído completamente em 30 minutos. O computador de missão é o General Dynamics AN/AYK-14, similar ao utilizado no F/A-18 Hornet.
A aeronave conta com sistemas de defensa eletrônicos, como o receptor do alerta de radar (RWR) AN/ALR-93(V)1, o identificador amigo-inimigo (IFF) AN/APX-72 e o sistema de contramedidas eletrônicas (ECM) AN/ALQ-126. Também é equipado com o lançador de engodos (Chaff/Flare) BAE Systems AN/ALE-47 CMDS.
Em navegação, o A-4AR conta com um sistema de navegação integrado (Inercial e GPS) Litton LN-100G, de produção americana. Essa unidade associa três giroscópios a laser com três acelerômetros e cinco montagens eletrônicas, tendo antenas na empenagem. O sistema dá soluções de navegação utilziando o GPS, INS ou ambos, dando dados de velocidade, atitude, posição e desempenho em geral. O sistema é complementado com um receptor VOR/LOC/ILS Rockwell-Collins AN/ARN-147, de produção americana, utilizado para navegação civil. Também é equipado com um rádioaltímetro AN/APN-141, com antena na ventral do bico. O A-4AR conta também com rádios VHF/UHF.

### Armamento
O A-4AR herdou os canhões do A-4M, dois Colt Mk.12 de 20mm, montados na raiz das asas. Cada canhão conta com 100 disparos, tendo a cadência de 1.000 disparos por minuto. Outro armamento que o A-4AR pode carregar são mísseis ar-ar AIM-9L/M Sidewinder em trilhos LAU-7/A, montados em hardpoints nas asas. Também se pode carregar bombas de 125kg á 907kg em cabides triplos ou múltiplos nas asas e no hardpoint ventral e foguetes Mk.4 FFAR de 70mm, em casulos de 7 ou 19 foguetes, ou Zuni, de 127mm - em casulos LAU-10/A, de 4 foguetes.

## História Operacional

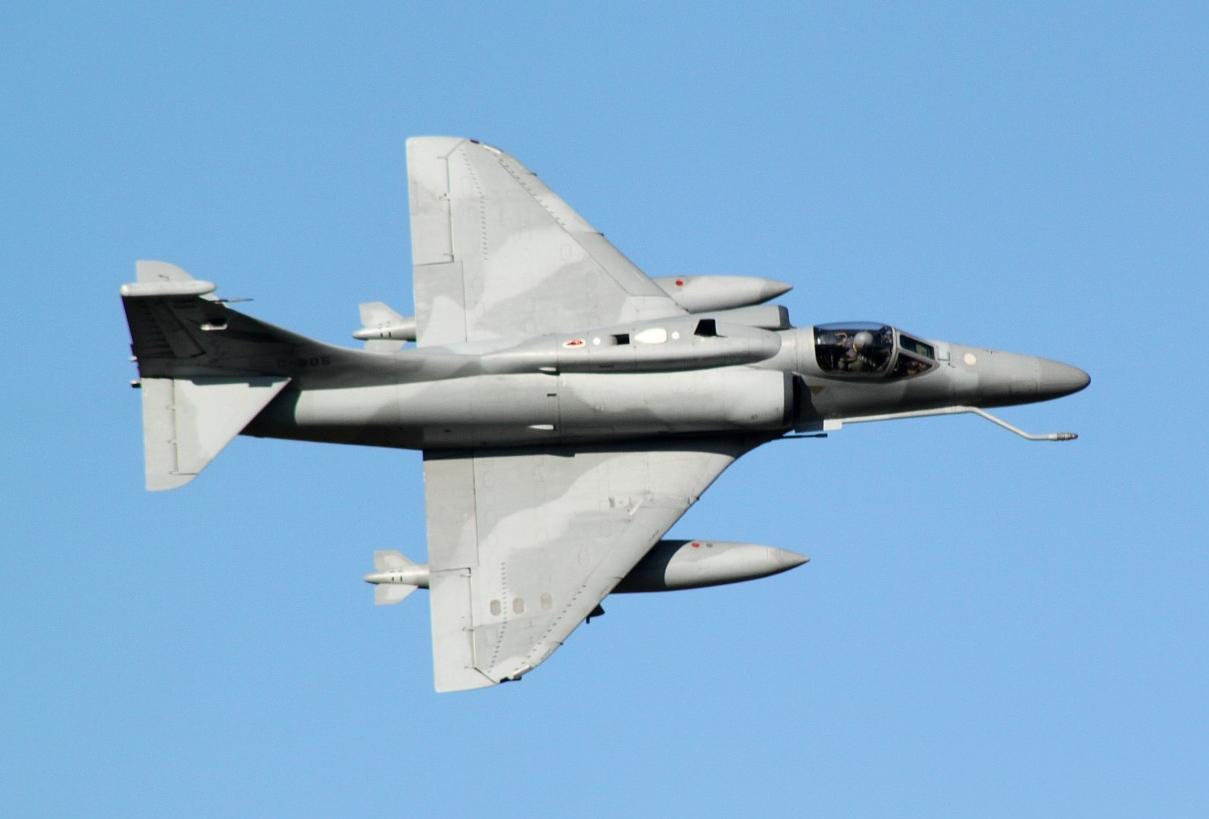
Um A-4AR no Air Fest 2010, em Morón

Todos os A-4AR foram entregues para a 5ª Brigada Aérea, em Villa Reynolds, San Luís, substituindo dois esquadrões de caças-bombardeiros A-4C/P Skyhawk (veteranos da Guerra das Malvinas).
Em setembro de 1998, meses após começar a ser entregue para a FAA, e em abril de 2001, caças F-16 da Força Aérea dos Estados Unidos (USAF) visitaram a Base Aérea de Villa Reynolds para o Exercício Aguilla I e II (respectivamente). Em 2004, os A-4AR foram enviados para o exercício Cruzex II, junto de caças brasileiros Northrop F-5 e Mirage III, F-16 venezuelanos e Mirage 2000 franceses.
Em novembro de 2005, os A-4AR foram deslocados para a Base Aérea de Tandil para patrulhar uma zona de exclusão aérea (ZEA) para 4ª Cúpula das Américas, em Mar del Plata. Logo após, os A-4AR voaram o Exercício Ceibo ,em Mendoza, com aeronaves Mirage 5MA Elkan chilenos, AMX brasileiros e A-37 Dragonfly uruguaios.
Em julho de 2006, os jatos foram deslocados para Córdoba para patrulhar a 30ª Cúpula dos Presidentes do Mercosul. Em agosto e setembro, as aeronaves foram enviadas para o exercício Cruzex III com o Brasil, Chile, França, Peru, Uruguai e Venezuela.
Em julho de 2008, os jatos foram novamente deslocados para a província de Tucumán para patrulhar a Cúpula dos Presidentes do Mercosul.
Em agosto de 2009, os A-4AR foram enviados para Bariloche, a fim de patrulhas a Cúpula dos Presidentes da UNASUL. Em outubro daquele ano, os Fightinghawks voaram no exercício Salitre II, com o Brasil, Chile, França, Peru e Estados Unidos.
Em 1º de maio de 2010, os A-4AR fizeram uma participação no Air Fest 2010, em Morón. Durante as comemorações do bicentenário da argentina, os A-4AR fizeram passagens baixas na Avenida 9 de Julho, em Buenos Aires.
Em agosto de 2010, os A-4AR foram deslocados para patrulhar uma zona de exclusão aérea (ZEA) para Cúpula dos Presidentes do Mercosul. Em setembro daquele ano, os A-4AR voaram no exercício Icaro III, com outras aeronaves da FAA. Em novembro, foram enviados para Tandil para cobrir a XX Cúpula Ibero-Americana, em Mar del Plata.
Em janeiro de 2016, o Ministro da Defesa argentino Julio Martinez confirmou que todos os A-4AR da FAA haviam sido groundeados (proíbidos de voar). A razão original era o vencimento dos cartuchos do assento ejetor, porém, foram descobertos mais problemas com as aeronaves. Somente 4 ou 5 aeronaves estavam operacionais, com as restantes estocadas em Villa Reynolds.
Em maio de 2017, as aeronaves participaram das celebrações da Revolução de Maio.

## Acidentes
Até dezembro de 2023, quatro aeronaves do modelo foram perdidas.
- 6 de julho de 2005: A-4AR, matrícula C-906, foi perdido nas proximidades de Justo Daract, San Luís. O piloto, Tenente Aviador (Ten. Av.) Horácio Martín Flores faleceu.[25][26]
- 24 de agosto de 2005: A-4AR, matrícula C-936, foi perdido nas proximidades de Rio Cuarto, Córdoba. O piloto ejetou em segurança.[25][26]
- 14 de fevereiro de 2013: OA-4AR, matrícula C-902, foi perdido em acidente durante pouso no Aeroporto de Santiago de Estero. Ambos tripulantes ejetaram em segurança.[26][27]
- 5 de agosto de 2020: A-4AR, matrícula C-925, foi perdido nas proximidades de Villa Reynolds. O piloto, Capitão Aviador (Cap. Av.) Gonzalo Fabián Britos Venturini ejetou, mas foi encontrado morto.[22]

## Variantes
- A-4AR: Variante monoplace (um assento) modernizado de unidades do A-4M. Propelido por um turbojato Pratt & Whitney J52-P-408A. 32 unidades modificadas;
- OA-4AR: Variante biplace (dois assentos) modernizado de unidades do OA-4M. Propelido por um turbojato Pratt & Whitney J52-P-8A. 4 unidades modificadas;

## Operadores
- Argentina - Força Aérea Argentina

## Especificações
Fontes: 

### Características Gerais
- Tripulação: 1 (A-4AR) ou 2 (OA-4AR)
- Comprimento: 12,3m
- Envergadura: 8,38m
- Altura: 4,57m
- Área Alar: 79,2m²
- Alongamento: 2.9
- Peso Vazio: 4.900kg
- Peso Útil: 6.300kg
- Peso Carregado: 11.000kg
- Peso Máximo de Decolagem (MTOW): 11.136kg
- Motor: 
  - 1x turbojato Pratt & Whitney J52-P-408A, de 11.243lbf (50 kN) de empuxo (A-4AR)
  - 1x turbojato Pratt & Whitney J52-P-8A, de 9.300lbf (41 kN) de empuxo (OA-4AR)

### Desempenho
- Velocidade Máxima: 1.080 km/h (583 kn)
- Velocidade de Cruzeiro: 950 km/h (513 kn)
- Alcance: 3.220 km (1.739 nmi)
- Raio de Ação: 520 km (281 nmi), com 1.815kg de carga
- Teto Operacional: 13.000m (42.651 ft)
- Razão de Subida: 42 m/s
- Taxa Empuxo-Peso: 0.51

### Armamento
- Canhão: 2x Colt Mk.12, de 20mm. 100 disparos em cada canhão
- Foguetes: 
  - Mk.4 FFAR, de 70mm. Lançado de casulos LAU-32/A com 7 foguetes ou LAU-61/A com 19 foguetes;
  - Zuni 5-in FFAR, de 127mm. Lançado de casulos LAU-10/A com 4 foguetes.
- Mísseis Ar-Ar: 2x AIM-9L/M Sidewinder, de curta distância, guiado por infravermelho;
- Bombas de Emprego Geral: 
  - Mk.81 (113kg / 250 lbs)
  - Expal BR-125 (125kg / 275 lbs)
  - IMI PG Mod 4 (130kg / 280lbs)
  - Mk.82 (227kg / 500lbs)
  - Expal BR-250 (250kg / 550lbs)
  - M117 (340kg / 750lbs)
  - Mk.83 (454kg / 1000lbs)
  - Mk.84 (907kg / 2000lbs)
- Bomba com Freio Aerodinâmico:
  - Expal BRP-125 (125kg / 275 lbs)
  - Expal BRP-250 (250kg / 550lbs)
- Bomba de Prática:
  - Mk.76 (4.9kg / 11lb)
  - BDU-48/B (4kg / 10lb)
- Hardpoints: Cinco pontos, com capacidade de carga de 4.170kg

### Aviônica
- Radar de Controle de Tiro: Westinghouse ARG-1(V)2
- Sistema de Navegação: Litton LN-100G EGI (INS/GPS)
- Receptor de Alerta Radar (RWR): AN/ALR-93(V)1
- Identificador Amigo/Inimigo (IFF): AN/APX-72
- Contramedidas Eletrônicas (ECM): AN/ALQ-126
- Visor Eletro-Óptico (HUD): Sextant Avionique SHUD
- Computador de Missão: General Dynamics AN/AYK-14A
- Receptor VOR/LOC/ILS: Rockwell-Collins AN/ARN-147
- Rádioaltímetro: AN/APN-141

### Outros
- Assento Ejetor: Douglas Escapac 1G-3, zero-zero.
- Tanques Externos: 
  - 2x Aero 1D, de 1.116L
  - 1x Aero 1E, de 1.498L
- Casulo de Reabastecimento: 1x Sargent Fletcher Aerial Refueling Buddy-Buddy Store, de 1.136L
- Lançador de Engôdos: BAE Systems AN/ALE-47 CMDS